# Rapho
Agentura Rapho je francouzská fotografická a tisková agentura.

## Historie
Rapho založil v Paříži v roce 1933 maďarský imigrant Charles Rado (1899–1970). Rapho, zkratka vytvořená z Rado-Photo, je jednou z nejstarších tiskových agentur specializujících se na humanistickou fotografii. Rapho zpočátku zastupovala malou skupinu maďarských přátel a fotografů uprchlíků jako byli: Brassaï, Nora Dumasová, Ergy Landau a Ylla.
Rado, nucený agenturu během druhé světové války zavřít, odešel v roce 1940 do USA. Otevřel si kancelář v New Yorku na adrese 59 East 54th Street, Rapho Guillumette Pictures, s fotografem Paulem Guillumettem. Rapho byla znovu otevřena v Paříži v roce 1946 Raymondem Grossetem.
Rado a Grosset shromáždili řadu fotografů, které zastupovali v různých kapacitách a někdy je sdíleli: Robert Doisneau, Édouard Boubat, Denis Brihat, Jean Dieuzaide, Bill Brandt, Ken Heyman, Izis Bidermanas, André Kertész, Yousuf Karsh, Jacques Henri Lartigue, Janine Niépce, Willy Ronis, Émile Savitry, Fouad Elkoury, Jacques Pavlovsky a Sabine Weissová.
V roce 1975 pohltila Rapho Guillumette Pictures společnost Photo Researchers. O dva roky později získalo Rapho agenturu TOP.  V roce 2000 se Rapho připojila k Hachette Filipacchi Photos Group , která byla prodána v roce 2007 a stala se fotokonglomerátem Eyedea. Eyedea, která zkrachovala v roce 2010, se v témže roce znovu objevila jako Gamma-Rapho a zahrnuje sbírky obrázků Hoa-Qui, TOP, Explorer a Jacana.